# Daniel Karlsbakk
Daniel Karlsbakk (Kristiansund, 2003. április 7. –) norvég korosztályos válogatott labdarúgó, a holland Heerenveen csatárja.

## Pályafutása

### Klubcsapatokban
Karlsbakk a norvégiai Kristiansund városában született. Az ifjúsági pályafutását a Bryne akadémiájánál kezdte.
2019-ben mutatkozott be a Bryne felnőtt keretében. 2022. január 8-án az első osztályban szereplő Vikinghez igazolt. 2023. január 31-én 3½ éves szerződést kötött a holland első osztályban érdekelt Heerenveen együttesével. Először a 2023. február 12-ei, Feyenoord ellen 2–1-re elvesztett mérkőzés 74. percében, Simon Olsson cseréjeként lépett pályára.

### A válogatottban
Karlsbakk az U16-ostól az U21-esig szinte minden korosztályos válogatottban képviselte Norvégiát.
2022-ben debütált az U21-es válogatottban. Először a 2022. szeptember 24-ei, Svájc ellen 3–2-re megnyert mérkőzés 62. percében, Noah Jean Holmot váltva lépett pályára.

## Statisztikák
2023. április 15. szerint
| Klub       | Szezon   | Osztály     | Bajnokság | Bajnokság | Kupa  | Kupa | Nemzetközi | Nemzetközi | Összesen | Összesen |
| Klub       | Szezon   | Osztály     | Meccs     | Gól       | Meccs | Gól  | Meccs      | Gól        | Meccs    | Gól      |
| ---------- | -------- | ----------- | --------- | --------- | ----- | ---- | ---------- | ---------- | -------- | -------- |
| Bryne      | 2019     | 2. divisjon | 1         | 0         | 0     | 0    | —          | —          | 1        | 0        |
| Bryne      | 2020     | 2. divisjon | 18        | 2         | 0     | 0    | —          | —          | 18       | 2        |
| Bryne      | 2021     | OBOS-ligaen | 11        | 3         | 0     | 0    | —          | —          | 11       | 3        |
| Bryne      | Összesen | Összesen    | 30        | 5         | 0     | 0    | 0          | 0          | 30       | 5        |
| Viking     | 2022     | Eliteserien | 21        | 2         | 2     | 0    | 6          | 0          | 29       | 2        |
| Heerenveen | 2022–23  | Eredivisie  | 8         | 0         | 2     | 0    | —          | —          | 10       | 0        |
| Összesen   | Összesen | Összesen    | 59        | 7         | 4     | 0    | 6          | 0          | 69       | 7        |